# Papa Inocêncio VI
Papa Inocêncio VI (latim: Inocêncio VI; Beyssac, 1282 — Avinhão, 12 de setembro de 1362), nascido Étienne Aubert, foi o Papa da Igreja Católica e Soberano dos Estados Papais de 18 de dezembro de 1352 até sua morte em 1362. Foi indicado Cardeal de Santos João e Paulo em 1342. Ele foi o quinto papa de Avignon.
Durante seu papado, realizou 3 consistórios, nomeando um total de 16 cardeais. Está enterrado em Villeneuve-lès-Avignon.

## Juventude
O pai de Étienne foi Adhemar Aubert (1260-?), Seigneur de Montel-de-Gelat na província de Limousin. Ele era natural da aldeia de Les Monts, Diocese de Limoges (hoje parte da comuna de Beyssac, departamento de Corrèze) e, depois de ter lecionado direito civil em Toulouse, tornou-se sucessivamente bispo de Noyon em 1338 e Bispo de Clermont em 1340. Em 20 de setembro de 1342, foi elevado ao cargo de Cardeal Sacerdote. Foi nomeado cardeal-bispo de Ostia e Velletri em 13 de fevereiro de 1352, pelo Papa Clemente VI , a quem sucedeu.

## Seu papado
Etienne foi coroado Papa em 30 de dezembro de 1352 pelo cardeal Gaillard de la Mothe após o conclave papal de 1352. Após sua eleição, ele revogou um acordo assinado afirmando que o colégio de cardeais era superior ao papa. Sua política subsequente se compara favoravelmente com a dos outros papas de Avignon. Ele introduziu muitas reformas necessárias na administração dos assuntos da Igreja e, por meio de seu legado, o cardeal Albornoz, que estava acompanhado por Rienzi, procurou restaurar a ordem em Roma. Em 1355, Carlos IV, Sacro Imperador Romano, foi coroado em Roma com a permissão de Inocêncio, após ter feito um juramento de que deixaria a cidade no dia da cerimônia.
Foi em grande parte por meio dos esforços de Inocêncio VI que o Tratado de Brétigny (1360) entre a França e a Inglaterra foi realizado. Durante seu pontificado, o imperador bizantino João V Paleólogo ofereceu-se para submeter a Igreja Ortodoxa Grega à Sé Romana em troca de assistência contra João VI Cantacuzeno. Os recursos à disposição do Papa, entretanto, eram todos necessários para as necessidades mais próximas, e a oferta foi recusada.
A maior parte da riqueza acumulada por João XXII e Bento XII foi perdida durante o extravagante pontificado de Clemente VI. Inocêncio VI economizou cortando o pessoal da capela (capellani capelle) de doze para oito. Obras de arte foram vendidas em vez de encomendadas. Seu pontificado foi dominado pela guerra na Itália e pela recuperação de Avignon da peste, ambas exigindo drasticamente recursos de seu tesouro. Em 1357, ele se queixava de pobreza.
Inocêncio VI era um patrono liberal das letras. Se a extrema severidade de suas medidas contra os Fraticelli for ignorada, ele mantém uma grande reputação de justiça e misericórdia. No entanto, Santa Brígida da Suécia o denunciou como perseguidor de cristãos. Ele morreu em 12 de setembro 1362 e foi sucedido por Urbano V. Hoje seu túmulo pode ser encontrado no Chartreuse du Val de Bénédiction, o mosteiro cartuxo em Villeneuve-lès-Avignon.